# Liste der Botschafter der Vereinigten Staaten in Fidschi
Die Liste der Botschafter der Vereinigten Staaten in Fidschi bietet einen Überblick über die Leiter der US-amerikanischen diplomatischen Vertretung in Fidschi seit der Aufnahme diplomatischer Beziehungen. Die Botschafter der USA residieren in Suva, der Hauptstadt von Fidschi. Sie sind regelmäßig zugleich für Kiribati, Nauru, Tonga und Tuvalu akkreditiert.

## Botschafter
| Name                         | Beginn | Ende | Bemerkungen |
| ---------------------------- | ------ | ---- | --- |
| Robert Woltz Skiff           | 1971   | 1972 | Chargé d’Affaires ad interim; erneut im Jahr 1995                                                                        |
| Kenneth Franzheim II         | 1972   | 1972 | |
| Armistead Inge Selden junior | 1974   | 1978 | |
| John Peter Condon            | 1978   | 1980 | |
| William Bodde                | 1980   | 1981 | |
| Fred J. Eckert               | 1982   | 1984 | |
| Carl Edward Dillery          | 1984   | 1987 | |
| Leonard Rochwarger           | 1987   | 1989 | |
| Evelyn Irene Hoopes Teegan   | 1989   | 1993 | |
| Robert Woltz Skiff           | 1995   | 1995 | Chargé d’Affaires ad interim – war bereits als erster Repräsentant der USA in Fidschi im Jahr 1971 als Botschafter tätig |
| Don Lee Gevirtz              | 1995   | 1997 | |
| M. Osman Siddique            | 1999   | 2001 | erster Muslim, der zum Botschafter der USA ernannt wurde. Die Vorfahren stammen aus Bangladesch.                         |
| Ronald Keith McMullen        | 2001   | 2002 | Chargé d’Affaires ad interim                                                                                             |
| David L. Lyon                | 2002   | 2005 | |
| Larry Miles Dinger           | 2005   | 2008 | |
| C. Steven McGann             | 2008   | 2011 | |
| Frankie A. Reed              | 2011   | 2015 | |
| Judith Beth Cefkin           | 2014   | 2018 | |
| Michael B. Goldman           | 2018   | 2019 | Chargé d’Affaires ad interim                                                                                             |
| Joseph Cella                 | 2019   | 2021 | |
| Tony Greubel                 | 2021   | 2022 | Chargé d’Affaires ad interim                                                                                             |
| Marie C. Damour              | 2022   |      | |